# Šašová
Šašová es un municipio situado en el distrito de Bardejov, en la región de Prešov, Eslovaquia. Tiene una población estimada, en mayo de 2023, de 159 habitantes.
Está ubicado en el centro-norte de la región, cerca del río Topľa (cuenca hidrográfica del río Tisza) y de la frontera con Polonia.

## Demografía
| Año        | 1994 | 2004     | 2014    | 2024    |
| ---------- | ---- | -------- | ------- | ------- |
| Población  | 176  | 158      | 150     | 158     |
| Diferencia |      | −10,22 % | −5,06 % | +5,33 % |

| Año        | 2023 | 2024    |
| ---------- | ---- | ------- |
| Población  | 159  | 158     |
| Diferencia |      | −0,62 % |